# 阿萨布
阿萨布（阿拉伯语：‎）是位于厄立特里亚东南部红海沿岸的一座城市，人口约39,600（1989年）。在1984年普查时是第二大城市，但由于随后的饥荒，以及独立战争后与埃塞俄比亚贸易的中断，这座港口城市大大衰落。